# ロデスカ・ワイリック
ロダスカ・ワイリック（Loduska. J. Wirick、1856年6月8日 - 1914年4月30日）は、アメリカ人のキリスト教宣教師（ディサイプル派の自給伝道婦人宣教師）で、教育者、看護師。名前の表記は、ローダスカ、ローデスカ、ロドゥスカなど表記の揺れがある。日露戦争では、戸山の陸軍病院に赴き病床から病床を回って負傷兵を励まし、献身的な介護に当たった。「東洋のナイチンゲール」と呼ばれるようになり、日本政府や東京府からも表彰された。

## 生涯
1856年、ロダスカ・ワイリックはアメリカ合衆国オハイオ州マンスフィールドにジョゼフ・ワイリックと妻サラの娘として生まれる。両親は貧しい農家で、8人兄弟姉妹の1人 
。経済的に苦しいなかアイオワ州デモインのドレイク大学で学び、卒業を控えた1898年に同じ地域である事故が発生する。オーストラリアで活動中の宣教師を父に持つベル・ベネットが地元デモイン川でボート事故に遭い、不慮の死を遂げ、当人はその翌日から宣教師として日本におもむく予定だった。ベネットの夢を代わりに実現させようと、ワイリックが在学するドレイク大学の学生は4000ドルの義援金を集め、日本に宣教師として派遣する人を募った。そこで名乗り出たのが、ロダスカ・ワイリックである。
1890年に来日すると、5年にわたり伝道活動に従事して1895年に一時帰国、翌1896年に再び来日した。アメリカ帰国中に転倒事故に遭い、アイオワ州のメイヨークリニックを受診したところ癌にかかっていると判明すると、治療よりも仕事を続けることを選び、高齢の母親に別れを告げて日本に戻った。
再来日後は教会を開いて伝道活動をする傍ら、学習院や府立第四中学校（現在の都立戸山高等高校）等で英語を教えたり、多くの孤児や捨て子を自宅に引き取って養育した。また、当時は偏見の強かったハンセン病施設で患者の世話をしたり、四ッ谷鮫河橋のスラム街で奉仕活動にも尽くした。
1904年、日露戦争が始まると看護師と医師の資格を有するワイリックは戸山の陸軍病院に赴き、病床から病床を回って負傷兵を励まし、献身的な看護に当たった。いつしか、「東洋のナイチンゲール」（英語: Nightingale of the Orient）と呼ばれるようになる。

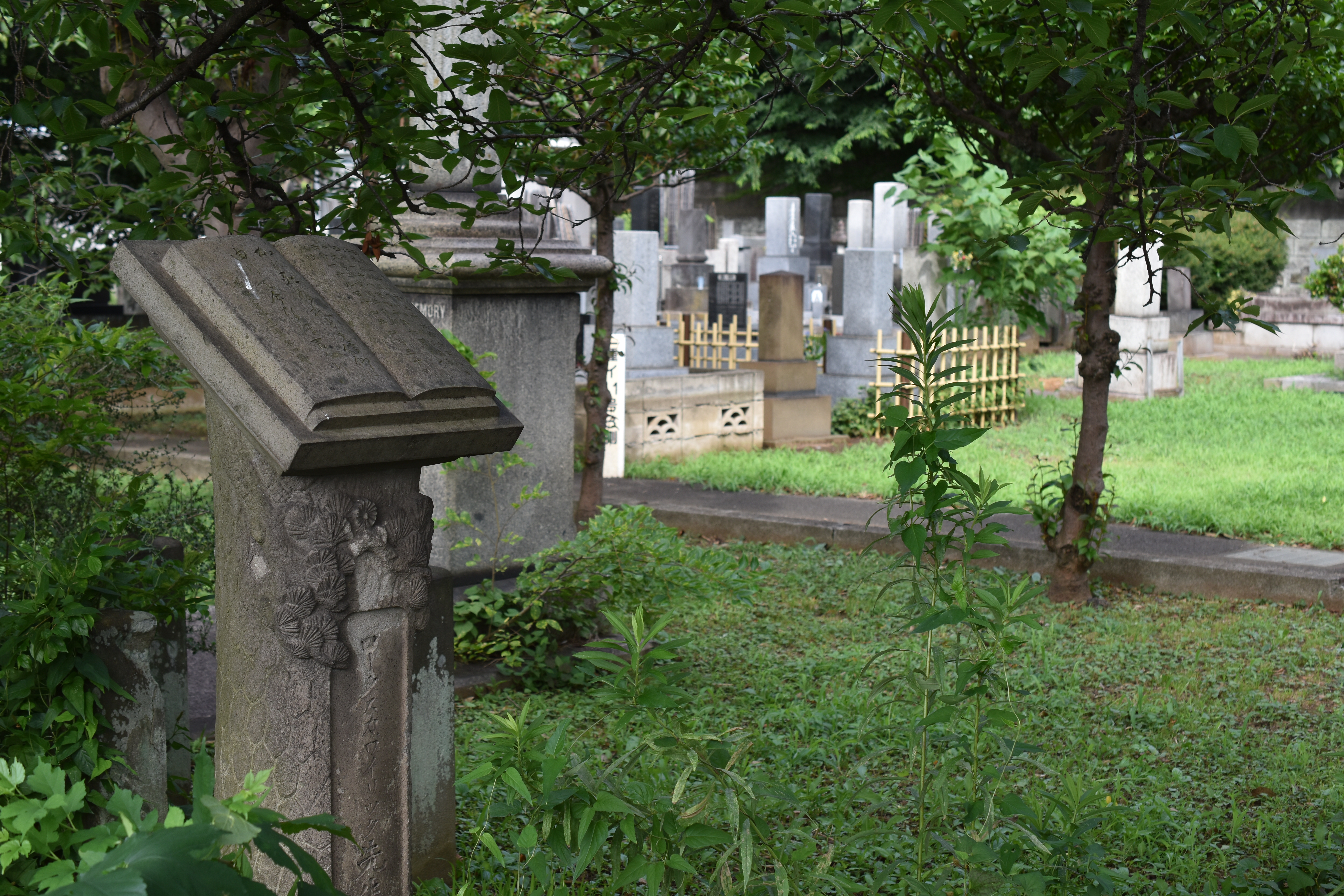
染井霊園にあるワイリックの墓

ロダスカ・ワイリックは、1914年（大正3年）4月30日に東京赤坂の病院で死去。享年57歳。染井墓地に埋葬された。

## 注
1. ↑  染井霊園の墓所の説明文のママ。ドレイク大学での専攻分野は不明。